# 等一個人咖啡
《等一個人咖啡》（英語：Café·Waiting·Love）是一部於2014年上映的愛情電影，改編自臺灣知名作家九把刀小說《等一個人咖啡》，由江金霖執導、九把刀編劇。

## 概要
《等一個人咖啡》（2004年出版）是作家九把刀的第一本小說，亦是九把刀銷量僅次於《那些年，我們一起追的女孩》（2006年出版）的作品。《等一個人咖啡》是繼電影《那些年，我們一起追的女孩》（2011年上映）與《殺手歐陽盆栽》（2011年上映）之後，九把刀第三部改編成電影的小說。
《等一個人咖啡》於2013年12月27日開鏡，並展開拍攝。導演江金霖是《那些年，我們一起追的女孩》的執行導演，由賴雅妍以及新人演員宋芸樺、禾浩辰主演，還有資深演員藍心湄、李㼈等人加盟演出，並請來港星周慧敏特別演出老闆娘。2014年1月17日舉行媒體發佈會，公布主要演員與其他製作班底。全片於同年3月上旬殺青，台灣口碑場8月8日每院每日一場，香港口碑場8月9號單一場。

## 劇情簡介
大學新鮮人李思萤（宋芸樺飾）参加了菜逼八小说社，无意间发现学长姐留下的咖啡笔记本，对此着迷，过马路时差点被公车撞到。思螢為了她的暗戀對象——坐在固定座位，看似身邊女友不斷的帅哥（張立昂飾）——而來到「等一個人咖啡」店打工，結識了咖啡沖調技術高超，任何客人點的特調咖啡都能做得到的超酷拉子——阿不思（賴雅妍飾）、與每天都看似無所事事的神祕美麗老闆娘（周慧敏飾）。
在大學裡擁有許多離奇傳說的學長阿拓（禾浩辰飾）和一群好友到「等一個人咖啡」喝咖啡，卻碰上被其搶走前女友的拉子阿不思，很有正義感的思螢看不慣阿拓被朋友們嘲笑而大罵那群損友，最後思螢和阿拓結為好友。開朗的阿拓熱血又真誠，為了完成去環遊世界的夢想在暴哥的海鲜店、鱼疗店、洗衣店打工，但因為與人打賭賭輸而不斷延畢，最終成為校園中的傳奇老學長。海產店老闆暴哥（李㼈飾）看似黑道大哥但其實曾是電影導演；洗衣店老闆金刀嬸（藍心湄飾）擁有一身驚人廚藝。
咖啡店老板娘学生时期喜欢捉弄当时的同学杨泽于，吃他便当的卤蛋。后来有了男朋友，叫杨泽于陪她挑情人节礼物。两人突然遇到持枪歹徒，杨泽于帮老板娘挡子弹，他们俩开始恋爱。上学时，他们常去一家店约会，毕业后正好该店要卖了，老板娘便买了下来，改为咖啡厅。老板娘虽然胃不好，喝咖啡会肚子痛，但喜欢咖啡的香味。杨泽于终于调制出“老板娘特调”，老板娘很喜欢，也不会肚子痛。后来，杨泽于在车祸中去世。“老板娘特调”秘方失传。
阿拓小时候爸妈常常不在家，因此阿拓叫乩童、酒店女、卖香肠王伯伯在家长联络簿签字。王伯伯去世，但鬼魂回来，告诉阿拓如果阿拓遇到真心喜欢的女生，就可以从女生的后脑袋摸出一根香肠；如果女生喜欢阿拓，阿拓可以从女生的后脑袋摸出一碗豆花。阿拓在李思萤的后脑摸出香肠，让阿拓发现自己原来很喜欢李思萤。
李思萤不小心弄脏了来咖啡店的帅哥的衣服，因此去洗衣店洗他的衣服，结识了洗衣店老板娘金刀婶。金刀婶原本在暴哥海产店做饭，十六年前因为暴哥批评她的手艺而离开。一晚，爱心笔帮来砍暴哥，但暴哥不在，砍到了阿拓和思螢。阿拓用手挡刀，并用铁头功回击。最后暴哥持狼牙棒，金刀婶携双刀前来支援，把爱心笔帮打退。暴哥和金刀婶顺便重归于好。
阿拓深深被思螢的正義感吸引，思螢的生活也因為有阿拓而變得多彩多姿。可是思螢一直暗戀著帅哥而只是把阿拓當成無話不談的好朋友。帅哥说他等的是像李思萤一样的女孩，令李思萤心神不宁。阿拓決定離開臺灣，出國去實現夢想，临走前一晚，尝试在李思萤脑后摸豆花，只摸出香肠，感叹“原来思萤真的不喜欢我”。
李思萤跟帅哥告白，才发现他是死去的鬼魂，名字是杨泽于，即老板娘的男友。杨泽于告诉她，只有经历过生死边缘的人，才有机会在命运的缝隙中看见天使。尤其，思螢意外捡到杨泽于用过的笔记本，打开了他们相遇的缘分。所以只有思螢看得到杨泽于的鬼魂。思螢审视跟阿拓的经历，明白自己喜欢的原来是阿拓，赶紧骑摩托车前往机场。然而摩托车在路上拋錨，這時，一位阿姨提醒思螢，她才注意到头上冒出了豆花，思螢將豆花取下吃下，但阿拓的飛機已經飛走。杨泽于把“老板娘特调”的配方传授给思螢，并让思螢写了一封信给老板娘。
暴哥和金刀婶重归于好後，海产店終於有了炒麵以外的東西，李思萤常常來海产店協助調解黑道的糾紛，後來常常阿珠练成铁头功，打败了空手道社，并和年迈的创社社长在一起。阿拓旅行回来，李思萤利用头上冒出来的香肠和豆花制作“香肠豆花特调”给他吃。
在劇情結束前一年，阿珠等人在李思萤的房間安慰李思萤並吃著火鍋，表示阿拓會回來，並吃著白菜，然而李思萤看到狗鍊，想到那個白菜就是之前阿拓蹓的那顆......

## 演員陣容

### 主要演員
| 角色名稱       | 演員姓名            | 介紹 |
| 李思螢         | 宋芸樺              | 大學生，「等一個人咖啡」員工                                                                               |
| 曾元拓         | 禾浩辰              | 大學生，綽號阿拓，喜歡思螢，在海產店、洗衣店、路邊攤等地打工賺旅費                                         |
| 曾元拓         | 羅茂銓（童年）      | 大學生，綽號阿拓，喜歡思螢，在海產店、洗衣店、路邊攤等地打工賺旅費                                         |
| 楊澤           | 張立昂              | 思螢的鍾情對象，「等一個人咖啡」的常客，實為「等一個人咖啡」已去世的老闆，「等一個人咖啡」老闆娘的男朋友。 |
| 楊澤           | 洪言翔（年輕）      | 思螢的鍾情對象，「等一個人咖啡」的常客，實為「等一個人咖啡」已去世的老闆，「等一個人咖啡」老闆娘的男朋友。 |
| 老闆娘         | 周慧敏 （特別出演） | 「等一個人咖啡」老闆娘。                                                                                   |
| 老闆娘         | 陳語安（年輕）      | 「等一個人咖啡」老闆娘。                                                                                   |
| 阿不思         | 賴雅妍              | 「等一個人咖啡」咖啡師，女同性戀者。傳聞是阿拓前女友的女朋友與第三者。其实是阿拓的女朋友，后来变成同性恋。 |
| 暴哥（陳鐘保） | 李㼈                | 「屎就放心中」演員兼導演，海產店老闆，是阿拓的老闆                                                         |
| 金刀嬸         | 藍心湄              | 「屎就放心中」演員，洗衣店老闆，暴哥的老婆，也是阿拓的老闆                                                 |
| 阿珠           | 高百合              | 思螢室友，熱衷於學習鐵頭功，最後如願以償                                                                   |
| 本省黑道老大   | 鄭志偉              | 閩南語口音，與外省黑道老大對峙的本省黑道老大                                                               |
| 外省黑道老大   | 九孔                | 國語口音，與本省黑道老大對峙的外省黑道老大                                                                 |
| 愛心筆老大     | 許時豪              | 與暴哥、本省黑道老大、外省黑道老大等人起衝突的年輕老大                                                     |

### 客串
| 角色名稱           | 演員姓名 | 介紹 |
| 等一個人咖啡店顧客 | 蔡昌憲   | 要求阿不思調製「意義是三小，拎北只知道義氣」（用咖啡+兩滴血調製）、「雞排英雄」（用雞排+咖啡調製）和「那些年我們一起追的女孩」（被阿不思丟蘋果並請他出去） |
| 等一個人咖啡店顧客 | 馬念先   | 光顧等一個人咖啡，要求阿不思調製「馬拉桑」（用咖啡+生雞蛋+馬拉桑小米酒調製）                                                                               |
| 等一個人咖啡店顧客 | 林美秀   | 光顧等一個人咖啡，要求阿不思調製「金罵沒ㄤ」（加了四顆蛋+奶泡+咖啡粉）                                                                                     |
| 等一個人咖啡店顧客 | 陳妍希   | 光顧等一個人咖啡，要求阿不思調製「小龍女」，阿不思直接給她一籠小籠包                                                                                       |
| 等一個人咖啡店顧客 | 阿春     | 光顧等一個人咖啡，要求阿不思調製「問世間情為何物」 |

### 其他演員
| 角色名稱                                         | 演員姓名                   | 介紹 |
| 公車司機                                         | 徐銘杰                     | 駕駛公車，因等一個人咖啡廣告單飄到車前玻璃，視線受阻下差點撞到思螢                                                   |
| 空手道社長 斷水流                                | 林國斌                     | 空手道社長，和阿拓比拼碎磚頭，結果阿拓輸掉了 為電影《破壞之王》角色                                                  |
| 屎就放心中 賣毒人                                | 張哲豪                     | 戲中將毒藥（絕命梅毒水）賣給主角（暴哥），然後被主角槍殺滅口                                                         |
| 屎就放心中 老大                                  | 蕭忠文                     | 戲中戲的老大，誤服主角塗在女主角（金刀嬸）乳頭的毒藥，三日後毒發身亡                                                 |
| 屎就放心中 中毒的小弟之一                        | 陳宜亨                     | 戲中戲的小弟，誤服主角塗在女主角（金刀嬸）乳頭的毒藥，三日後毒發身亡                                                 |
| 王伯伯                                           | 黃西田                     | 賣香腸的阿伯，替阿拓在聯絡簿中簽名，並請他吃烤香腸。死後傳授阿拓變香腸和熱薑汁豆花，然後搭上酒店女的計程車離去       |
| 酒店女                                           | 許尹婕                     | 在街邊等候客人的女郎，替阿拓在聯絡簿中簽名                                                                           |
| 鐵頭社 創社社長                                  | 黃一飛                     | 在阿珠贏了空手道社後才出現，是阿珠的偶像                                                                             |
| 小說社 社長                                      | 林鶴軒                     | 小說社社長 |
| 小說社 社員                                      | 大文郭文頤                 | 小說社社員 |
| 小說社 社員                                      | 百白白靜宜                 | 小說社社員 |
| 籃球隊 隊長 仙道                                 | 林柏叡                     | 籃球隊隊長，老闆娘學生時期的追求者、男朋友                                                                           |
| 等一個人咖啡顧客                                 | 反骨男孩酷炫（本名莊堯宣） | 曾元拓的同學兼損友之一                                                                                               |
| 等一個人咖啡顧客                                 | 玄奇                       | 曾元拓的同學兼損友之一                                                                                               |
| 等一個人咖啡顧客                                 | 陳彥佐                     | 曾元拓的同學兼損友之一                                                                                               |
| 天地會69分部總舵主瑋爵爺 愛心筆老大之小弟        | 反骨男孩瑋哥（本名陳睿瑋） | 在市場上替愛心筆老大賣愛心筆，且和愛心筆老大與其他的小弟一起教訓暴哥、阿拓還有思螢，後被暴哥拿狼牙棒打到私密處就掛了 |
| 铁头社与空手道社对决的裁判、发现马大便的学生之一 | 逸祥                       | |

## 電影歌曲

### 主題曲
| 曲別         | 歌名           | 演唱者         | 作詞           | 作曲     |
| 阿拓主題曲   | 缺口           | 庾澄慶         | 九把刀         | 木村充利 |
| 思螢主題曲   | 等一個人       | 林芯儀         | 徐世珍、吳輝福 | 許勇     |
| 老闆娘主題曲 | 咖啡在等一個人 | 周慧敏         | 李焯雄         | 伍仲衡   |
| 插曲         | Hero           | 超級未來大樂隊 |                |          |
| 插曲         | 廢話裡的傳說   | 超級未來大樂隊 |                |          |

### 電影原聲帶
片數為1CD。原聲帶中收錄了劇中大部份的所有歌曲。台灣於2014年8月13日由福茂唱片發行。
| 等一個人咖啡電影原聲帶 | 等一個人咖啡電影原聲帶 | 等一個人咖啡電影原聲帶 | 等一個人咖啡電影原聲帶 | 等一個人咖啡電影原聲帶 | 等一個人咖啡電影原聲帶 |
| 曲序                   | 曲目                   |                        | 作曲                   | 演唱                   | 时长                   |
| ---------------------- | ---------------------- | ---------------------- | ---------------------- | ---------------------- | ---------------------- |
| 1.                     | 風的訊息（配樂）       | -                      | -                      | -                      | 1:55                   |
| 2.                     | 咖啡店的故事（配樂）   | -                      | -                      | -                      | 1:29                   |
| 3.                     | 大雨（配樂）           | -                      | -                      | -                      | 2:20                   |
| 4.                     | Hero                   |                        |                        | 超級未來大樂隊         | 4:09                   |
| 5.                     | 動心（配樂）           | -                      | -                      | -                      | 2:30                   |
| 6.                     | 巷戰（配樂）           | -                      | -                      | -                      | 3:00                   |
| 7.                     | 告白的勇氣（配樂）     | -                      | -                      | -                      | 4:44                   |
| 8.                     | 等一個人               | 徐世珍、吳輝福         | 許勇                   | 林芯儀                 | 4:21                   |
| 9.                     | 老闆娘特調（配樂）     | -                      | -                      | -                      | 1:18                   |
| 10.                    | 咖啡在等一個人         | 李焯雄                 | 伍仲衡                 | 周慧敏                 | 5:02                   |
| 11.                    | 廢話裡的傳說           |                        |                        | 超級未來大樂隊         | 2:39                   |
| 12.                    | 缺口                   | 九把刀                 | 木村充利               | 庾澄慶                 | 4:41                   |

## 工作人員
- 出品人：崔震東、柴智屏、九把刀、江志強
- 製片人：崔震東
- 監製：柴智屏、九把刀
- 導演：江金霖
- 編劇：九把刀
- 製作公司：安邁進國際影業股份有限公司

## 取景
- 臺北市文山區一壽街 等一個人咖啡本店
- 臺北市文山區指南路二段 國立政治大學
- 臺北市大安區基隆路四段 國立臺灣科技大學

## 票房
台灣方面，首日票房為新台幣1600萬元；首週三天票房為新台幣6400萬元，票房累計至新台幣7150萬元；次週票房累計至新台幣1.3億元；第三週票房累計至新台幣1.65億元；第四週票房累計至新台幣2.2億元；第五週票房累計至新台幣2.4億元；第六週票房累計至新台幣2.49億元；最終全台票房為新台幣2.6億元。
| 上一届： 《》 | 2014年台北週末票房冠軍 第33周 | 下一届： 《 》 |

## 和小說相異之處
- 原著中女主角就讀新竹女中高三直到清華大學大四，電影版主角剛進大學。
- 原著中咖啡店在清大夜市巷子底，故事場景主要發生在清大、交大附近，電影版沒有指涉故事場景地點（應該在臺北景美女中旁）。
- 原著中思螢暗戀的澤于，和老闆娘沒有任何感情關係，原著中亦沒有死去。
- 原著中老闆娘最後在「等一個人咖啡」等到了真愛，電影版則改為在世界各地散心。
- 原著阿拓服兵役離開，電影版改為到世界各地遊玩。
- 原著中思螢在阿拓走後，遇到阿拓的好友，才開始想起阿拓，電影版則在最後遇到澤于後醒悟。
- 原著中咖啡店在晚上十時三十分打烊，而電影版中咖啡店營業時間至晚上九時。
- 原著中是蝴蝶刀阿拓，個性隨和悠閒；而不是比基尼阿拓或大白菜阿拓，個性較單純。
- 原著中暴哥是黑社會老大後來有女人，金刀嬸自己週日在洗衣店的二樓聚會並且有其老公金刀桑，二人並無甚關係。
- 原著中咖啡店有換位置並且改名，電影沒有。
- 原著中思螢的哥哥、室友、阿拓的朋友、亂點王、技安張、蘇門答臘麝香及培信皆未出現於電影中。

## 軼聞

### 關於阿拓
就讀國立中正大學經濟系三年級的曾元拓是九把刀的書迷。於2004年10月，阿拓騎機車時，為閃避逆向而來的腳踏車發生車禍，昏迷四天後去世，被大愛電視台將其故事拍攝成大愛劇場人生旅程(一)-緣。因此在片末有一小段懷念阿拓的文字——阿拓，我們都很想你。

## 書籍
| 出版日期 | 書名             | 作者   | 出版社     | ISBN            |
| -------- | ---------------- | ------ | ---------- | --------------- |
| 2004年   | 《等一個人咖啡》 | 九把刀 | 春天出版社 | ISBN 9867494121 |

## 外部連結
- 等一個人咖啡的Facebook專頁
- 互联网电影数据库（IMDb）上《等一個人咖啡》的资料（英文）
- Yahoo奇摩電影上《等一個人咖啡》的資料（繁體中文）
- 雅虎香港電影上《等一個人咖啡》的資料（繁體中文）
- 香港影庫上《等一個人咖啡》的資料（繁體中文）
- 開眼電影網上《等一個人咖啡》的資料（繁體中文）
- 时光网上《等一個人咖啡》的資料（简体中文）
- 豆瓣电影上《等一個人咖啡》的資料 （简体中文）
- 台灣電影網上《等一個人咖啡》的資料（繁體中文）